# Gneu Aufidi (tribú)
Gneu Aufidi (en llatí Cneus Aufidius) va ser un polític romà del segle ii aC. Formava part de la gens Aufídia, una gens romana d'origen plebeu.
Va ser elegit tribú de la plebs l'any 170 aC, i va ser un dels acusadors de Gai Lucreci Gal per haver oprimit els habitants de Calcis. Lucreci Gal va ser condemnat a pagar una forta multa.